# (222403) Bethchristie
(222403) Bethchristie est un astéroïde de la ceinture principale.

## Description
(222403) Bethchristie est un astéroïde de la ceinture principale. Il fut découvert le 22 mars 2001 à l'Observatoire Junk Bond par David Healy. Il présente une orbite caractérisée par un demi-grand axe de 3,08 UA, une excentricité de 0,11 et une inclinaison de 0,7° par rapport à l'écliptique.

## Compléments